# Чурапчинский улус
Чурапчинский улус (район) (якут. Чурапчы улууhа) — административно-территориальная единица (улус или район) и муниципальное образование (муниципальный район) в Республике Саха (Якутия) Российской Федерации.
Административный центр улуса — село Чурапча.

## География и климат
Расположен в Центральной Якутии. Большая часть улуса находится на Приленском плато. Через улус протекают рекю Амга и Татта, берёт начало река Туйма. Много озёр, самое крупное озеро — Чурапча.
Зимы холодные. Средняя температура января — 42 °C, июля +16...+17 °C. Годовое количество осадков 200—250 мм.

## История
В период Гражданской войны, в июле 1922 года произошла расправа над сторонниками красного движения и их семьями, вошедшая в историю как «Чурапчинская колотушка».
Улус (район) образован 25 марта 1930 года.

### Великая Отечественная война
2170 чурапчинцев, приняли участие в военных действиях. 36 солдат-чурапчинцев приняли участие в штурме Берлина, 72 офицера поднимали на атаку солдат. За мужество и храбрость проявленные в боях  130 чурапчинцев награждены боевыми орденами, 165 медалями. 975 чурапчинцев погибли на полях сражений.
В годы Великой Отечественной войны произошло насильственное переселение чурапчинских колхозов в три приполярных улуса Якутии, в устье реки Лены, ставшее известным как «Чурапчинская трагедия». По постановлению бюро Якутского обкома ВКП(б) от 11 августа 1942 года «О мероприятиях по колхозам Чурапчинского района» переведено в Кобяйский улус 18 колхозов, в Жиганский — 12 колхозов, в Булунский — 10 колхозов. Целью переселения было улучшение снабжения фронта рыбной продукцией (Постановление ЦК партии и советского правительства от 6 января 1942 года «О развитии рыбных промыслов в бассейнах рек Сибири и на Дальнем Востоке»). Выбор на чурапчинские колхозы пал вследствие их бедственного положения ввиду засухи. Власти таким образом пытались решить две задачи. Но сделано это было топорными методами. В частности, на сбор переселенцам дали менее суток, с собой разрешено было брать только личные вещи, перевозка осуществлялась в неприспособленных кораблях и баржах, вследствие чего за несколько суток погибло много людей. Место, где предстояло жить переселенцам, не было подготовлено, людей просто выгрузили на пустынные берега, пронизываемые осенними ветрами. Положение осложнялось тем, что большинство трудоспособных мужчин было призвано на фронт.

Вот что об этом говорит член правления Международного общества «Мемориал» Александр Даниэль:
«И вот сначала ГКО, а за ним якутский обком постановляют: переселить несколько десятков колхозов на пару тысяч километров севернее, в тундру, рыбу ловить. Районное начальство пыталось хотя бы смягчить ситуацию: давайте, говорят, переселим сначала только мужчин, пусть устроятся на новом месте, тогда уж к ним переедут женщины, старики и дети. Нет, никто и слушать не стал, в одночасье эти якутские наслеги (посёлки) окружила милиция, всех выгнали из домов, разрешили взять с собой до 16 кг личных вещей и погнали 5 с лишним тысяч человек на баржи. Сгрузили в тундре и повелели рыбу ловить… Против этих чурапчинских крестьян никто никаких политических или любых других обвинений не выдвигал, никто не лишал их гражданских прав — как бы это и не репрессия была вовсе. В тех же самых северных районах в эти же годы, на ту же рыбу бросили ссыльнопоселенцев — литовцев и немцев, то есть „настоящих“ репрессированных. Но чем они отличались от тех якутов?».
Тяжёлые условия быта и труда, постоянное недоедание привели к массовой гибели людей. Только за первый год проживания в Кобяйском улусе умерло 489 человек. Если за 5 лет на войне погибло 925 чурапчинцев, то за два года проживания в этих трёх районах умерло от болезней и недоедания около двух тысяч человек, в основном дети и старики. До войны население района было около 17 тысяч (16964) человек, а на 1 января 1943 года осталось 7934 человека, численность довоенного населения улуса восстановилась спустя 46 лет, то есть только в 1985 году.
В 2002 году вышел Указ Президента РС(Я) от 4 июня 2002 года № 269 «О дополнительных мерах по возмещению ущерба, причинённого населению Чурапчинского района от переселения в 1942—1945 гг.», в котором предусматриваются материальные преференции для выживших и доживших до наших дней переселенцев.

## Население
| 1970    | 1979    | 1989    | 1999    | 2000    | 2002    | 2009    | 2010    | 2011    |
| ------- | ------- | ------- | ------- | ------- | ------- | ------- | ------- | ------- |
| 16 139  | ↗16 203 | ↗18 516 | ↗19 400 | ↗19 862 | ↘19 466 | ↗20 109 | ↗20 387 | ↘20 376 |
| 2012    | 2013    | 2014    | 2015    | 2016    | 2017    | 2018    | 2019    | 2020    |
| ↗20 508 | ↗20 593 | ↘20 577 | ↗20 640 | ↗20 718 | ↗21 160 | ↗21 161 | ↘20 956 | ↗21 000 |
| 2021    | 2022    | 2023    |         |         |         |         |         |         |
| ↗22 006 | ↘21 927 | ↗21 955 |         |         |         |         |         |         |

### Национальный состав
Основная часть населения — якуты (97,0 %). Здесь также живут: русские (1,5 %), эвены (0,3 %), эвенки (0,4 %), и представители других национальностей (0,8 %).

## Муниципально-территориальное устройство
Чурапчинский улус (район), в рамках организации местного самоуправления, включает 17 муниципальных образований со статусом сельских поселений (наслегов):
| №  | Муниципальное образование | Административный центр | Количество населённых пунктов | Население (чел.) | Площадь (км²) |
| -- | ------------------------- | ---------------------- | ----------------------------- | ---------------- | ------------- |
| 1  | Алагарский наслег         | село Чыаппара          | 1                             | ↘622             | 376,69        |
| 2  | Арылахский наслег         | село Арылах            | 1                             | ↘297             | 366,62        |
| 3  | Бахсытский наслег         | село Толон             | 2                             | ↗370             | 384,90        |
| 4  | Болтогинский наслег       | село Харбала 2-я       | 2                             | ↘621             | 422,00        |
| 5  | Болугурский наслег        | село Мындагай          | 2                             | ↗844             | 1820,84       |
| 6  | Кытанахский наслег        | село Килянки           | 1                             | ↘452             | 605,39        |
| 7  | Мугудайский наслег        | село Маралайы          | 1                             | ↘807             | 512,52        |
| 8  | Ожулунский наслег         | село Дябыла            | 3                             | ↘1096            | 626,61        |
| 9  | Соловьевский наслег       | село Мырыла            | 2                             | ↗519             | 3124,02       |
| 10 | Сыланский наслег          | село Усун-Кюёль        | 5                             | ↘997             | 790,41        |
| 11 | Тёлёйский наслег          | село Тёлёй-Диринг      | 2                             | ↗518             | 234,87        |
| 12 | Хадарский наслег          | село Юрюнг-Кюёль       | 2                             | ↗602             | 520,39        |
| 13 | Хатылынский наслег        | село Харбала 1-я       | 1                             | ↘755             | 719,18        |
| 14 | Хаяхсытский наслег        | село Туора-Кюёль       | 1                             | →526             | 439,25        |
| 15 | Хоптогинский наслег       | село Диринг            | 2                             | ↘1163            | 609,18        |
| 16 | Чакырский наслег          | село Толон             | 1                             | →577             | 929,63        |
| 17 | Чурапчинский наслег       | село Чурапча           | 1                             | ↗10 342          | 94,88         |

### Населённые пункты
В Чурапчинском улусе 30 населённых пунктов.
| №  | Населённый пункт | Тип  | Население | Муниципальное образование |
| -- | ---------------- | ---- | --------- | ------------------------- |
| 1  | Арылах           | село | ↘297      | Арылахский наслег         |
| 2  | Беря             | село | ↘34       | Сыланский наслег          |
| 3  | Василий Аласа    | село | ↗1        | Ожулунский наслег         |
| 4  | Диринг           | село | ↘1066     | Хоптогинский наслег       |
| 5  | Дябыла           | село | ↘995      | Ожулунский наслег         |
| 6  | Дярла            | село | ↘2        | Сыланский наслег          |
| 7  | Килянки          | село | ↘452      | Кытанахский наслег        |
| 8  | Кындал           | село | ↘39       | Болтогинский наслег       |
| 9  | Кыстык-Кугда     | село | ↗12       | Болугурский наслег        |
| 10 | Лебия            | село | →0        | Бахсытский наслег         |
| 11 | Маралайы         | село | ↘807      | Мугудайский наслег        |
| 12 | Мындагай         | село | ↗1100     | Болугурский наслег        |
| 13 | Мырыла           | село | ↘492      | Соловьевский наслег       |
| 14 | Мяндийе          | село | →0        | Тёлёйский наслег          |
| 15 | Огусур           | село | →107      | Сыланский наслег          |
| 16 | Тёлёй-Диринг     | село | ↗518      | Тёлёйский наслег          |
| 17 | Толон            | село | ↗437      | Бахсытский наслег         |
| 18 | Толон            | село | →577      | Чакырский наслег          |
| 19 | Туора-Кюёль      | село | →526      | Хаяхсытский наслег        |
| 20 | Улахан-Кюёль     | село | ↗142      | Сыланский наслег          |
| 21 | Улахан-Эбя       | село | ↘23       | Хоптогинский наслег       |
| 22 | Уорга            | село | ↗62       | Хадарский наслег          |
| 23 | Усун-Кюёль       | село | ↗814      | Сыланский наслег          |
| 24 | Харбала 1-я      | село | ↘755      | Хатылынский наслег        |
| 25 | Харбала 2-я      | село | ↘570      | Болтогинский наслег       |
| 26 | Хахыях           | село | →72       | Соловьевский наслег       |
| 27 | Чурапча          | село | ↗10 342   | Чурапчинский наслег       |
| 28 | Чыаппара         | село | ↘622      | Алагарский наслег         |
| 29 | Юрюнг-Кюёль      | село | ↗571      | Хадарский наслег          |
| 30 | Юрях-Кюёре       | село | ↘68       | Ожулунский наслег         |

## Экономика
Основу экономики составляет животноводство (мясо-молочное скотоводство, мясное табунное коневодство, звероводство). Выращиваются зерновые, картофель, овощи.
В улусе добывают строительные материалы (суглинок, глина, гравийно-песчаный материал, песок).

## Транспорт
Судоходна река Амга. По территории улуса проходит 78 км федеральной трассы Колыма. Ранее в советское время существовали регулярные рейсы гражданской авиации.

## Известные люди
- Борисов Егор Афанасьевич (род. 1954) — президент Республики Саха (Якутия) с 2010 года, председатель Правительства Республики Саха (Якутия) (2003—2010).
- Башарин Георгий Прокопьевич — историк, общественный деятель, доктор исторических наук, профессор, заслуженный деятель науки РСФСР и ЯАССР.
- Гоголев Василий Николаевич — заслуженный мастер спорта СССР по вольной борьбе, трёхкратный чемпион СССР, серебряный призёр чемпионата мира, победитель Игр Доброй Воли.
- Коркин Дмитрий Петрович — якутский советский тренер по вольной борьбе, заслуженный учитель Якутской АССР, заслуженный тренер Якутской АССР, РСФСР и СССР, кавалер ордена «Знак Почета» и ордена Октябрьской революции, «Человек XX века Якутии». Тренер лучших мировых борцов первой половины 1970-х годов — олимпийских чемпионов — Романа Дмитриева (1972) и Павла Пинигина (1976).
- Коркина Евдокия Иннокентьевна — советский и российский учёный-тюрколог, доктор филологических наук, профессор, заслуженный ветеран Сибирского отделения Академии наук СССР.
- Константинов Роман Иннокентьевич — табунщик, Герой Социалистического Труда (1948). Первым в Якутии удостоился этого звания.
- Колесов Гаврил Гаврильевич — российский шашист, специализирующийся в игре на малой доске (шашки-64), многократный чемпион мира по русским и бразильским шашкам, чемпион Европы по русским шашкам в быстрых шашках и блице 2010 года, многократный чемпион России по русским шашкам. Международный гроссмейстер, гроссмейстер России.
- Красильников Дмитрий Данилович — Заслуженный деятель науки ЯАССР, известный учёный в области изучения космических лучей сверхвысоких энергий, участник Великой Отечественной войны. Лауреат Ленинской премии.
- Мунхалов Афанасий Петрович — якутский художник-график, народный художник РСФСР.
- Новгородов Семён Андреевич — якутский политик и лингвист, создатель якутской письменности.
- Пинигин Павел Павлович — Чемпион XXI олимпийских игр.
- Эрилик Эристиин (1892—1942) — поэт, прозаик, партизан Гражданской войны[30].
- Яковлев Василий Семёнович (Далан) (1928—1996) — народный писатель Республики Саха (Якутия), лауреат Государственной премии имени П. А. Ойунского.